# Теохаропулос, Никос
Никос Теохаро́пулос (греч.  Νίκος Θεοχαρόπουλος), известный под партизанским псевдонимом Скотидас (греч.  Σκοτίδας), 1915 — 11 августа 1949 года) — греческий коммунист, участник Греко-итальянской войны, командир соединений Народно-освободительной армии Греции (ЭЛАС) и Демократической армии Греции.

## Молодость
Никос Теохаропулос родился в 1915 году в горном селе Кипарисси западномакедонского нома Гревена.
Начальную школу окончил в родном селе, после чего окончил гимназию в близлежащем Цотили.
Не располагаем информацией если и где Теохаропулос получил военное образование, но после срочной службы в армии он ушёл в запас в звании младшего лейтенанта.
Теохаропулос принял участие в победной для греческого оружия греко-итальянской войне (1940—1941), за проявленное мужество был награждён орденом.
После того как на помощь терпящей поражения итальянской армии пришёл Вермахт
и с началом тройной, германо-итало-болгарской, оккупации Греции, Теохаропулос, одним из первых в Западной Македонии ушёл в партизаны и вступил в Народно-освободительную армию Греции (ЭЛАС).

## В Греческом Сопротивлении
Приняв партизанский псевдоним Скотидас, Теохаропулос проявил на поле боя свои боевые и командные способности и стал членом Штаба ЭЛАС (гор) Пинда.
В силу своих исключительных командных способностей, вскоре Скотидас возглавил Штаб Пинда.
Возглавляя Штаб Пинда Скотидас принял участие в сражениях при Снихово и при Фардикампо.
При Фардикампо (март 1943 года), отряды ЭЛАС не только разгромили превосходящие силы противника, но с помощью резервистов-ополченцев из местных крестьян, взяли в плен 603 итальянских солдат и офицеров.
Позже Скотидас возглавил 28-й полк ЭЛАС.

### Скалохори — Палеокримни
В июле 1944 года, подготавливая свой уход из Греции, немцы начали карательные операции в регионах где пролегали пути их отступления. На стыке регионов Западная Македония — Эпир, немецкое наступление было предпринято в трёх направлениях к горам Смоликас и Граммос.
Первая немецкая колонна продвигалась из города Кастория к селу Скалохо́ри, вторая продвигалась из города Янина к ущелью Валя Калда, третья из города Гревена к селу Самарина.
28-й полк Скотидаса принял бой у села Скалохори в первых числах августа.
После многочасового боя, полк Скотидаса отошёл на вторую линию обороны в Палеокримни.
Немцы вошли в Скалохори, сожгли всё, что ещё оставалось невредимым после карательных операций 1943 года и убили тех из жителей, которые в силу своего возраста или каких либо других соображений, остались в селе.
28-й полк Скотидаса продолжил бой на высотах перед селом Палеокримни. В регионе боя находилась небольшая английская диверсионная группа, располагавшая миномётами. Несмотря на неоднократные обращения Скотидаса к англичанам оказать огневую поддержку своими миномётами, англичане не произвели и единого выстрела.
Выстояв в ходе многочасового боя, полк Скотидаса ночью отошёл к горам.

### Петрана
Греческая столица 12 октября 1944 года была освобождена городскими отрядами ЭЛАС.
Вооружённые группы коллаборационистов и вооружённых немцами для борьбы с партизанами монархистов и ультраправых, стали концентрироваться в нескольких населённых пунктах страны, дожидаясь прихода англичан.
300 вооружённых антикоммунистов из Западной Македонии и Западной Фессалии расположились в селе Петрана у западномакедонского города Козани.
Все попытки убедить их сдать оружие были безрезультатными. «Посредничество» английского генерала также не имело результата. Однако английский генерал сумел обеспечить беспрепятственный выход из села до 30 офицеров и жандарм, которых он, до начала декабрьских боёв англичан против ЭЛАС отправил в Афины.
24 ноября 28-й и 53-й полки ЭЛАС предприняли наступление на сёла Килада, Дрепано, Ватилакко и Петрана. К полудню часть оборонявшихся коллаборационистов прорвались к горе Заркадо́петра. Остальные сдались.
Партизаны ЭЛАС потеряли убитыми до 10 бойцов. Примерно столько же потеряли убитыми в бою и оборонявшиеся коллаборационисты.
Всем коллаборационистам сдавшимся до начала боя была дарована жизнь.
Однако, согласно утверждениям исследователя Т. Каллиниотиса, до 40 коллаборационистов были группами расстреляны на площади в Петрана, ещё 20 человек были расстреляны на улицах села и до 15 человек за селом.
20 пленным коллаборационистам из Эордеи повезло. Командир одной из рот 28-полка ЭЛАС оказался земляком и спас им жизнь.
В том что касается расстрелянных пленных, Каллианиотис «предполагает», что командование ЭЛАС дало в начале ноября разрешение на «уничтожение реакционеров».
Продолжая своё предположение Каллианиотис пишет, что «Скотидас никогда не высказывал возражений приказам свыше».
С другой стороны командование ЭЛАС считало, что только немногие коллаборационисты были убиты в бою, в то время как большинство были отправлены в лагерь пленных в Козани.

## Гражданская война
После декабрьских событий 1944 года, руководство компартии Греции и командование Народно-освободительной армии (ЭЛАС) пошло на подписание Варкизского соглашения февраля 1945 года, полагая что таким образом страна придёт к примирению.
Сегодня руководство компартии рассматривает подпись под этим соглашением «недопустимым компромиссом».
Варкизское соглашение предусматривало разоружение всех частей ЭЛАС. Это позволило бандам (συμμοριών) монархистов и бывших коллаборационистов, при попустительстве и поддержке английских войск, начать преследование бывших партизан ЭЛАС и граждан левых убеждений, которое в историографии получило имя «Белого террора».
Бежавшие в горы ветераны Сопротивления первоначально образовали отряды самообороны, которые однако до лета 1946 года не предпринимали наступательных действий.
Условной датой начала Гражданской войны греческая историография считает 31 марта 1946 года, когда группа ветеранов ЭЛАС, под командованием А. Росиоса совершила нападение на жандармский участок в Литохоро, Центральная Македония:Α-295.
Скотидас ушёл в горы 12 сентября 1946 года. Первоначально он возглавил одну из групп самообороны, ставших ядрами создания Демократической армии Греции.
С ноября 1947 года Скотидасу было поручено командование штабом Демократической армии в Западной Македонии.
Он последовательно получил звания подполковника, полковника и генерал-майора Демократической армии.
В 1948 году был переведен в Офицерское училище при генштабе.
В переходный период трансформации Демократической армии из партизанской в регулярную армию было сформировано образцовое «Соединение 670», части которого были впоследствии распределены между различными дивизиями.
Скотидас, в звании полковника, был последним начальником штаба «Соединения 670»:862
Позже и в звании генерал-майора ему было поручено командование ΧΙ:867, а затем Χ дивизии Демократической армии.
Командуя Χ дивизией, Скотидас занял 8 января 1949 года город Науса в Центральной Македонии и удерживал его 4 дня. Событие потрясло греческое правительство и его американских союзников.
В последний период своей деятельности, Скотидас возглавлял Операционный отдел при генштабе Демократической армии.
Генерал-майор Николаос Теохаропулос (Скотидас) умер в августе 1949 года на высотах перед селом Ватохори в горах Вици, в результате смертельного ранения полученного от осколка артиллерийского снаряда.

## Память
8 июня 2008 года в родном селе Никоса Теохаропулоса (Скотидаса) был открыт памятник народному вождю и легендарному герою Демократической армии.
При открытии памятника С. Халвадзис, член ЦК компартии отметил что Скотидас был скромным коммунистом, но отличался отвагой на поле боя, был изобретательным в своей стратегии и дерзским в военных манёврах.
При этом он всегда был близок к своим бойцам, внушал им доверие и уверенность в своих силах.
Одновременно генерал-майор Скотидас, не являясь выпускником военной академии, вызывал уважение у противника.
Для населения Западной Македонии он остался легендарной личностью и был воспет в песнях региона.
Ему также было посвящено стихотворение его бевого товарища и земляка Т. Папаеоргиу-Кипариссиотиса.